# Sisophon
Sisophon (en camboyano: សិរីសោភ័ណ) es la capital de la Provincia de Banteay Mean Chey y se sitúa al corazón de dicha provincia en el encuentro entre las Carreteras Nacionales 5 que viene de la Ciudad de Battambang y 6 que viene de la Ciudad de Siem Riep. Desde allí la carretera continua hacia la población fronteriza de Poipet en donde se encuentra el Puente Internacional con Tailandia.

## Historia

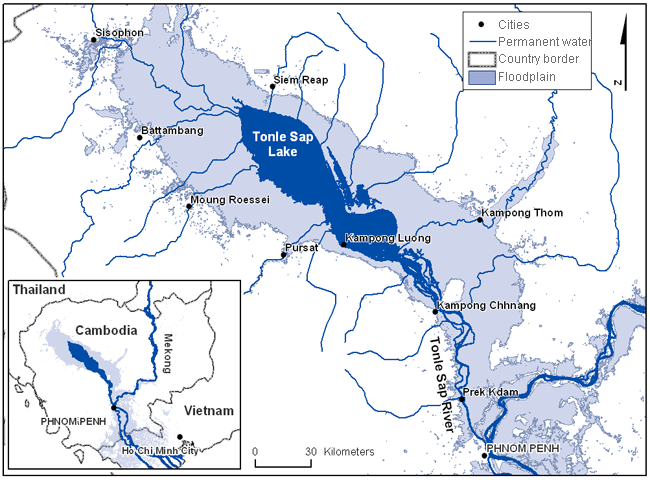
Mapa del Lago Sap donde está arriba a la izq. Sisophon

Como la Provincia de Banteay Mean Chey, la ciudad ha estado en manos de la administración de Tailandia en varias ocasiones, hasta que el Protectorado Francés de Kampuchea determinó las fronteras entre los dos países y solo volvieron a control tailandés durante la II Guerra Mundial a causa de la invasión del Japón a Camboya, aliado de Tailandia. Durante la historia reciente, la ciudad estuvo bajo control de las guerrillas de los Jemeres rojos hasta los tratados de paz con el gobierno. La ciudad preside una de las provincias más pobres del país, lo que puede evidenciarse en la carencia de infraestructuras adecuadas, pero sobre todo en la falta de recursos en educación para los niños y otros problemas sociales como epidemias de sida, tráfico infantil y demás. El rápido crecimiento de Poipet, a 48 km de la capital provincial, ha significado un incremento del comercio, lo que será indudablemente una pieza clave en el desarrollo de la región. De la misma forma, Sisophoan es punto de tránsito para el turismo que va de Bangkok a Angkor.

## Geografía
La ciudad se encuentra entre un sistema de colinas que le dan un aspecto sorprendente. Las colinas son sistemas independientes que se alzan en medio de la llanura de Banteay Mean Chey y que han sido utilizadas para la construcción de pagodas.

## Lugares para visitar
Los lugares para visitar en Sisophon no son muchos, pero los pocos son interesantes:
- La Pagoda de la Pared (Wat Chincheang): en la vía que conduce a Poipet y dentro del perímetro de la ciudad. Su nombre se debe a que está construida en una colina rocosa cuyo declive lo hace semejante a una inmensa pared. Sitio preferido por locales y visitantes, pues desde su cima se puede contemplar las inmensas llanuras de Banteay Mean Chey.

- Ruinas de Banteay Chmá (la Fortaleza del Gato), del tiempo angkoriano, a 71 km al norte de Sisophoan. En dicho lugar gobernó el rey Jayavarman II.

## Población
La cercanía a la frontera ha hecho que la Provincia en general sea sitio de destino de una inmigración interna. Familias de otras provincias camboyanos del interior, vienen al lugar en busca de mejores oportunidades. El 43,8% de la población es de menores de 14 años, el 69% de la población no ha completado su educación básica. El porcentaje de alfabetización es superior para los varones, 72,5%, que para las mujeres, 55,6%. En cuanto a desempleo el rango es de 6,3 para varones y 9,7 para mujeres(¹). 